# Гаврил Ургебадзе
Гаврил Самтавријски је православни светитељ, архимандрит Грузијске православне цркве.
Канонизован од стране Грузијске православне цркве 20. децембра 2012. године као светитељ, а 25. децембра 2014. уврштен у календар Руске православне цркве. Прославља се 2. новембра. Поштован је од свих православних цркава.

## Ране године
Годерџи Васиљевич Ургебадзе је рођен  у Тбилисију 26. августа 1929. године. Крштен је као дете у цркви великомученице Варваре у Навтлуги, округу града. Отац - Василиј Ургебадзе, био је убеђени комуниста. Убијен је када му је син имао две године. Мајка Варвара Ургебадзе била је дубоко религиозна жена, а касније се замонашила са именом Ана. Надживела је сина и умрла 26. априла 2000. године. Имао је брата Михајла и сестру Ему и полусестру Јулију, која је рођена у другом браку његове мајке.
Током Великог отаџбинског рата узео је обличје јуродивости. Ходочастио је у манастире Витаније и Маркопи. Међутим, након завршених шест разреда школе, 1949. године је позван у војску. Током своје службе на граници у Батумију, тајно је постио и присуствовао богослужењима у цркви Светог Николе .
По повратку из војске 1950-их, дијагностикована му је ментална болест због визије коју је имао као тинејџер. Гаврилу је додељена инвалидска пензија и одузета му је радна способност. У дворишту породичне куће почео је да гради капелу са неколико купола. Одлазио је на службе у Сионском храму. По благослову патријарха Мелхиседека III, примљен је у саборни храм да ради прво као стражар, а затим као псалмопојац.

## Почетак монашке службе
Јануара 1955. године Годерџи је рукоположен за ђакона. 23. фебруара исте године, у манастиру Мокамета у Кутаисију, примио је монашки постриг са именом Гаврило у част Светог Гаврила Атонског. 26. фебруара 1955. године у Саборном храму Светих Петра и Павла епископ Гаврило (Чачанидзе) га је хиротонисао у чин јеромонаха. Од 1955. до 1960. године служио је у Сионској катедрали, од 1960. до 1962. године – у манастиру Витанији.
Након затварања манастира, вратио се у Тбилиси. Од 1962. до 1965. године служио је у Саборном храму Свете Тројице. Завршио је изградњу капеле у дворишту породичне куће. Власти су га неколико пута уништавале, али је сваки пут обнављао зграду. Ова капела и данас стоји у Тбилисију у улици Тетрицкароскаиа 11.

## Храбар чин
Какву је ревност свети Гаврило имао за славу Божију показује следећи догађај. 1. маја 1965. године, током мајских демонстрација, јеромонах Гаврило је запалио огроман Лењинов портрет, због чега га је разјарена руља претукла. Полумртав са осамнаест прелома, ухапшен је због „антисовјетских активности“ и одведен у притворски центар КГБ-а. Приликом испитивања од њега се захтевало да призна да је његово дело извршено по наредби највишег црквеног врха; Отац Гаврило је то одбио.
Током испитивања, отац Гаврило је изјавио: „Разлог (за мој поступак) је тај што треба да се клањате распетом Христу, а не Лењину. Немогуће је обожити земаљску особу. Не „слава Лењину!“, већ „слава Теби Боже, слава Теби“. Ово објашњење довело је до тога да је, одлуком Врховног суда Грузије, отац Гаврило послат у психијатријску болницу на лекарски преглед. Ту је остао до 12. октобра 1965. године. Отпуштен са дијагнозом: „Психопатска личност склона психотичним стањима попут шизофреније, мрмља неразговетним тихим гласом; верује у постојање небеских сила, Бога, анђела. Главна тема његових разговора је да је свет створен Божјом благодаћу. У одељењу се држи по страни, ако неко уђе у разговор са њим, свакако подсећа на Бога, анђеле, иконе. Тако је монах Гаврило имао оно што је монах Пајсије Свети назвао „светим јуродивом“, што му је омогућавало „духовне подвиге“ .

## Позније године
Године 1971. одлуком патријарха Јефрема II и митрополита Илије (будући патријарх целе Грузије), Гаврило је постављен за исповедника манастира Преображења Господњег у Самтавру. У то време је живео у кули краља Миријана у близини Самтавро-Преображенске цркве и манастира Свете Нине у граду Мцхета. Године 1987. отац Гаврило се преселио из куле у стари кокошињац. Године 1990, у потрази за већом самоћом, преселио се у манастир Шиомгвиме, али му је Бог у визији рекао да се врати у Самтавро и служи народу.
Још за живота отац Гаврило је имао углед старца, уживао у народном поштовању, стекао дарове видовитости и чудотворства . Дана 24. децембра 2012. године, одлуком Светог Синода Грузијске Православне Цркве, архимандрит Гаврило (Ургебадзе) је прослављен у чину светитеља као преосвећени. То се догодило у невероватно кратком времену након његове смрти, седамнаест година касније .
22. фебруара 2014. године откривене су нетрулежне мошти Светог Гаврила, које су положене у храм Преображења Господњег у манастиру Самтавро .
Свети синод Руске православне цркве је 25. децембра 2014. године донео одлуку да се „име светог Гаврила Самтавријског уврсти у календар Руске православне цркве уз утврђивање прославе његовог сећања 2. новембра, како је установљено год. Грузијска православна црква“ .